# 路義普 (亞利桑那州)
路義普（英語：Leupp）是位於美國亞利桑那州可可尼諾縣的一個人口普查指定地區。根據2010年美國人口普查，該地人口為951人，而該地的面積約為35.12平方千米。

## 地理
路義普的座標為35°17′51″N 111°00′20″W / 35.29750°N 111.00556°W，而該地最高點為海拔高度1452米（即4763英尺）。